# Лісний (Кетовський район)
Лісни́й (рос. Лесной) — селище у складі Кетовського району Курганської області, Росія. Входить до складу Марковської сільської ради.
Населення — 51 особа (2010, 87 у 2002).